# 1979 год в истории железнодорожного транспорта
1979 год в истории железнодорожного транспорта

## События
- На PKP начала работать Польская ширококолейная металлургическая линия.
- Закончен выпуск электровоза ВЛ82.
- В Великобритании произошло столкновение двух поездов. 5 погибло, 52 ранено[1].
- 17 января на основании Постановления Совета Министров СССР № 1091 от 28 декабря 1978 г. повторно выделена Красноярская железная дорога из состава Восточно-Сибирской железной дороги.

## Новый подвижной состав
- В 1979 году Пльзеньский завод им. В. И. Ленина начал постройку для железных дорог СССР электровозов ЧС6.